# (7788) Tsukuba
(7788) Tsukuba est un astéroïde de la ceinture principale.

## Description
(7788) Tsukuba est un astéroïde de la ceinture principale. Il fut découvert le 5 décembre 1994 à Kuma Kogen par Akimasa Nakamura. Il présente une orbite caractérisée par un demi-grand axe de 3,01 UA, une excentricité de 0,11 et une inclinaison de 7,9° par rapport à l'écliptique.

## Compléments